# Murim hakgyo
Murim hakgyo (무림학교?; lett. "La scuola Murim"), anche nota con il titolo internazionale Moorim School: Saga of the Brave, è una serie televisiva sudcoreana trasmessa su KBS2 dall'11 gennaio all'8 marzo 2016.

## Trama
Yoon Shi-woo, leader del gruppo K-pop Mobius che la fama ha reso arrogante e difficile, ha gravi problemi di perdita dell'udito per cui i medici non sono ancora riusciti a trovare la causa. Considerato più un problema che una risorsa dalla sua agenzia, viene incastrato in uno scandalo con una collega e, ormai odiato dal pubblico, decide di iscriversi all'istituto Murim, il cui preside potrebbe essere in grado di guarirlo. Qui è costretto a condividere la stanza con Wang Chi-ang, il figlio viziato ed egoista di un ricco imprenditore di Shanghai che l'ha concepito insieme alla sua amante, una donna coreana. Chi-ang si è iscritto al Murim solo per conoscere meglio Shim Soon-deok, una bella ragazza che frequenta la scuola all'insaputa dal proprio padre.
Shin-woo e Chi-ang si detestano da subito e tra loro scoppiano continui litigi, ma il loro rapporto migliora man mano che si avvicinano e imparano a conoscersi meglio. Intanto, nella scuola, situata in un luogo sperduto nel bosco, iniziano a verificarsi eventi strani e misteriosi che mettono a rischio coloro che la frequentano.

## Personaggi e interpreti
- Yoon Shi-woo, interpretato da Lee Hyun-woo
- Wang Chi-ang, interpretato da Lee Hong-bin
- Shim Soon-deok, interpretata da Seo Yea-ji
- Hwang Sun-ah, interprerpretata da Jung Yoo-jin